# Ricardo Adrián Silva
Ricardo Adrián Silva (Avellaneda; 27 de marzo de 1977) es un exfutbolista argentino que se desempeñaba como delantero, destacó como profesional principalmente a fines de los años 90 cuando consiguió con Talleres la Copa Conmebol en 1999 . Actualmente trabaja como representante.

## Clubes
| Club               | País      | Año         |
| ------------------ | --------- | ----------- |
| Defensa y Justicia | Argentina | 1996 - 1999 |
| C.A. Talleres      | Argentina | 1999 - 2000 |
| C.D. Badajoz       | España    | 2000 - 2001 |
| Defensa y Justicia | Argentina | 2001        |
| Los Andes          | Argentina | 2001 - 2002 |
| Instituto          | Argentina | 2002 - 2003 |
| Juventud Antoniana | Argentina | 2003        |
| F. A. Perak        | Malasia   | 2004 - 2006 |
| Bontang FC         | Indonesia | 2006 - 2008 |

## Palmarés
Cristian García ganó los siguientes palmarés como futbolista:
| Título                  | Club                | País      | Año  |
| ----------------------- | ------------------- | --------- | ---- |
| Primera B Metropolitana | Defensa y Justicia  | Argentina | 1997 |
| Copa Conmebol           | Talleres de Córdoba | Argentina | 1999 |